# Цветко Павловић
Цветко (Стаменка) Павловић (Међухана, ? — Блаце, 1943) био је српски поднаредник. Двоструки је носилац Карађорђеве звезде са мачевима.

## Биографија
Рођен је у селу Међухани код Блаца у породици Стаменка Павловића. У Први балкански рат је кренуо као редов и пошто се истакао храрошћу у борби, унапређен је у чин каплара а затим и у поднаредника. Као резервни поднаредник се посебно истакао као вођа патроле за време битака на Церу и Колубари и тада је први пут одиликован. Указом бр. 11 102 из 1915. године одликован је Сребрним војничким орденом Карађорђеве звезде са мачевима. Пре тога је већ био одикован медаљом за храброст. Издржао је све тегобе повлачења преко Албаније и на Солунском фронту се поново прославио својим јунаштвом. За показану храброст на Солунском фронту, указом бр. 150 807 одликован је Златним војничким орденом Карађорђеве звезде са мачевима.
После завршетка ратова вратио се кући и обрађивао је своје имање. Имао је несрећу да 1943. године надомак Блаца налети на бугарску патролу која га је убила.